# Бодогизель
Бодогизель (фр. Bodogisel; ? — 585 или 588) — франкский герцог. Был сыном майордома Муммолина. Бодогизель служил королям Хильдеберту I и Хильдеберту II. Он является отцом Арнульфа Мецского.
Бодогизеля часто путали с поздним герцогом Бобо. По словам Ганса-Вальтера Херрманна и Ульриха Нонна причиной путаницы является полулегендарный герцог Боггис, который появляется в источниках с IX века.

## Биография
Бодогизель был герцогом Прованса. Его прославлял в песнях поэт Венанций Фортунат. Венанций также восхвалял образование и красноречие, которые Бодогизель продемонстрировал на посту ректора Марселя при Сигиберте I, занимая эту должность примерно до 565 года.
В 584 году Бодегизель сопровождал Ригунту, дочь Хильперика I, в Испанию для её брака с Реккаредом I, хотя брак так и не состоялся. По возвращении он был отправлен с посольством в Константинополь (столицу Византийской империи) от имени Хильдеберта II. На обратном пути Бодегизель остановился в Карфагене, где и был убит, растерзанный толпой. А. С. Мюррей утверждал, что Бодогизель был убит мечом, когда вышел из дома, причиной этого стало убийство торговца одним из его вассалов.
Согласно «Vita Santae Odae viduae» XIII века, святая Кродоара была замужем за неким герцогом Боггисом и после его смерти стала монахиней. По словам Херрманна и Нонна, Хродоара она могла быть женой Бодогизеля.